# Ряполовский, Дмитрий Иванович
Князь Дмитрий Иванович Ряполовский (ум. 1463/1470) — московский воевода и боярин (1463) во времена правления Василия II Васильевича Тёмного и Ивана III Васильевича.
Представитель княжеского рода Ряполовских (Рюриковичи). Третий сын князя Ивана Андреевича Ногавицы Ряполовского. Братья — князья Иван, Семён Хрипун и Андрей Лобан Ряполовские.

## Биография
В 1440 году выступил поручителем при заключении мира великого князя Василия Тёмного с Юрьевичами. В 1446 году, во время гражданской войны в Русском государстве князья Дмитрий, Иван и Семён Хрипун Ряполовские поддерживали великого князя Московского Василия Тёмного в его борьбе за власть с князем галицким Дмитрием Юрьевичем Шемякой. В 1447 году упомянут воеводой государевых войск.
В 1459 году князь Дмитрий Иванович Ряполовский участвовал третьим воеводой в походе московской армии на Вятскую землю, где взял города Орловец и Котельничи.
В 1461/1462 году великий князь Иван III Васильевич дал князю Дмитрию Ряполовскому жалованную грамоту. Около 1463 года упоминается в чине боярина при новом великом князе московском Иване III Васильевиче.
Около 1463—1470 годов его вдова Елена передала земли Суздальского уезда на помин его души. Перед смертью принял монашество с именем Домитиан. Его имя записано в синодик Патриаршей ризницы.
По родословной росписи показан бездетным.